# I Want You Back (phim)
I Want You Back là một bộ phim hài kịch lãng mạn của Mỹ năm 2022 do Jason Orley đạo diễn từ kịch bản được viết bởi Isaac Aptaker và Elizabeth Berger. Phim có sự tham gia của Charlie Day và Jenny Slate trong vai hai người xa lạ vừa bị bỏ rơi hợp tác để phá hoại mối quan hệ mới của người yêu cũ (Gina Rodriguez và Scott Eastwood). Manny Jacinto, Clark Backo và Mason Gooding cũng đóng vai chính.
Phim được phát hành kỹ thuật số vào ngày 11 tháng 2 năm 2022 bởi Amazon Studios. Bộ phim nhận được đánh giá chung tích cực từ các nhà phê bình.

## Tóm tắt
Ở Atlanta, Peter và Emma ở độ tuổi ngoài ba mươi, mỗi người đều bị bạn đời lãng mạn của mình ruồng bỏ. Anne, bạn gái của Peter, cảm thấy ngột ngạt vì sự tự mãn trong mối quan hệ kéo dài 6 năm của họ, còn bạn trai của Emma, Noah cảm thấy chán nản vì sự thiếu trách nhiệm của cô ấy. Peter và Emma đều rất đau lòng, nhưng sau một lần tình cờ gặp gỡ, họ trở thành bạn bè và cố gắng giúp đỡ nhau vượt qua cuộc chia tay. Emma tâm sự với Peter rằng cô ấy coi Noah là "người đeo mặt nạ an toàn trên máy bay" của mình: người mà cô yêu đến mức cô đã đeo mặt nạ dưỡng khí trên máy bay khẩn cấp cho anh ấy trước cả cô, điều mà Peter coi là một điều ngớ ngẩn chưa từng thấy. Một đêm tuyệt vọng, Emma và Peter nghĩ ra một chiến lược để giành lại người yêu cũ bằng cách chia tay mối quan hệ mới của họ. Emma sẽ quyến rũ bạn trai mới của Anne là Logan, còn Peter lên kế hoạch kết bạn với Noah để thuyết phục anh chia tay với bạn gái mới Ginny.
Peter nhận Noah làm huấn luyện viên cá nhân của mình, trong khi Emma tình nguyện tham gia sản xuất vở nhạc kịch Little Shop of Horrors ở trường trung học cơ sở của Logan. Peter và Emma cũng trở nên thân thiết hơn; anh tiết lộ ước mơ mở viện dưỡng lão của riêng mình và cô thừa nhận sự thiếu tham vọng của mình là do căn bệnh nan y của cha cô ấy. Peter và Noah gắn bó với nhau, trong khi Emma gây ấn tượng thành công với Logan bằng cách giả vờ chia sẻ tình yêu sân khấu của anh ấy, khiến anh ấy choáng váng với màn trình diễn say mê "Suddenly, Seymour". Cô cũng giúp đỡ một sinh viên đang gặp khó khăn, Trevor, bằng cách hướng dẫn anh ta cách điều hướng cuộc ngoại tình của cha mình.
Sau khi cùng nhau đến một hộp đêm, Peter thuyết phục Noah về nhà và uống thuốc lắc với ba cô gái, và phát hiện ra các cô gái đều là trẻ vị thành niên. Sau khi chạy trốn, Noah nói với Peter rằng anh sẽ cầu hôn Ginny, trước sự thất vọng của Peter. Peter đột nhập vào nhà của Ginny và Noah để dựng bằng chứng giả về việc Noah ngoại tình nhưng không làm được, thay vào đó, Peter phải chứng kiến lời cầu hôn chân thành của Noah. Trong khi đó, Emma cố gắng nói chuyện với Logan đang háo hức và Anne thì do dự về việc thử chơi ba người, nhưng Anne cuối cùng bày tỏ sự khó chịu và bỏ đi, sau khi quyết định muốn quay lại với Peter. Gặp lại, Peter nói với Emma về lễ đính hôn của Noah và vì anh đang nối lại mối quan hệ với Anne nên rất tiếc đã cắt đứt liên lạc với Emma, người đang rất đau lòng. 
Cả hai người đều không hề hay biết, Peter và Emma đều được mời đến dự đám cưới của Noah ở Savannah và họ đưa Anne và Logan đến làm buổi hẹn hò. Khi Peter và Emma kết nối lại một cách vụng về, cô tiết lộ rằng cô đã chuyển ra ngoài sống và đang học để trở thành cố vấn học đường. Một cuộc gặp gỡ đáng xấu hổ xảy ra giữa tất cả, và Peter nhận ra Anne chưa bao giờ tin vào anh, trong khi Emma thì có, khiến anh phải thú nhận tình yêu của mình với cô trước mặt mọi người. Emma tiết lộ rằng họ đã âm mưu chia tay đối tác mới của nhau, nhưng không đáp lại tình cảm với Peter. Anne và Logan chia tay Peter và Emma trong khi Ginny yêu cầu họ rời khỏi đám cưới và Noah đấm Peter. Tại một khách sạn vào sáng hôm sau, Peter và Anne đã hòa giải và đồng ý rằng họ không có ý định ở bên nhau. Emma xin lỗi Noah, cuối cùng nhận ra họ không hợp nhau. Peter và Emma đi cùng một chuyến bay về nhà, khi nhiễu động không khí lớn làm rơi mặt nạ dưỡng khí, và Peter lao ra khỏi chỗ ngồi của mình để giúp Emma đeo chiếc mặt nạ của anh. Khi sóng gió lắng xuống, Emma và Peter mỉm cười với nhau.

## Diễn viên
- Charlie Day ...	Peter
- Jenny Slate ...	Emma
- Scott Eastwood ...	Noah
- Gina Rodriguez ...	Anne
- Manny Jacinto ...	Logan
- Clark Backo ...	Ginny
- Luke David Blumm ...	Trevor
- Giselle Torres ...	Chloe
- Isabel May ...	Leighton
- Quinn Cooke ...	Taylor
- Pete Davidson ...	Jase
- Jami Gertz ...	Rita
- Claudia Rocafort	...	Sylvia
- Kysen Acevedo	...	Toby
- Lauren Halperin	...	Janine
- Thy Bui	...	Matt
- Jordan Carlos ...	Mark
- Mason Gooding ...	Paul
- Saya Watkins	...	Audrey
- Dylan Gelula ...	Lisa
- Ben McKenzie ...	Bố của Leighton
- Manny Magnus	...	Seymour

## Sản xuất
Vào tháng 2 năm 2021, Jenny Slate và Charlie Day được xác nhận sẽ đóng vai chính trong I Want You Back, một bộ phim hài lãng mạn sẽ được phát hành thông qua Amazon Studios. Jason Orley cũng được công bố là đạo diễn và anh ấy sẽ chuyển thể một kịch bản do Isaac Aptaker và Elizabeth Berger viết. Charlie Day, Adam Londy và Bart Lipton điều hành sản xuất cho The Safran Company và The Walk-Up Company. Quay phim chính bắt đầu vào tháng 3 năm 2021 tại Atlanta, Georgia. Vào ngày 16 tháng 4 năm 2021, có thông báo rằng Ủy ban điện ảnh khu vực Savannah cho biết cần bổ sung thêm bốn ngày quay phim ở Savannah từ ngày 27 đến ngày 30 tháng 4. Các địa điểm khác bao gồm nhà hàng Publico và Nhà hát Plaza ở Atlanta và Quảng trường Decatur ở Decatur.

## Phát hành
I Want You Back được phát hành vào ngày 11 tháng 2 năm 2022.

### Đánh giá
Trên trang web tổng hợp phê bình Rotten Tomatoes, 86% trong số 124 bài phê bình của các nhà phê bình là tích cực, với điểm trung bình là 6,8/10. Sự đồng thuận của trang web có nội dung: "Với dàn diễn viên xuất sắc đóng các nhân vật toàn diện, I Want You Back là bộ phim rom-com hiếm hoi mang đến sự lãng mạn cũng như hài kịch." Trên Metacritic, bộ phim có số điểm trung bình là 62 trên 100 dựa trên 23 nhà phê bình, cho thấy "các bài đánh giá nhìn chung là thuận lợi".